# Skellefteå landsdistrikt
Skellefteå landsdistrikt är ett distrikt i Skellefteå kommun och Västerbottens län. Distriktet omfattar de västra och södra delarna av tätorten Skellefteå samt ett område väster om och ett mindre område norr om Skellefteå i östra Västerbotten.

## Tätorter och småorter
I Skellefteå landsdistrikt distrikt finns sex tätorter och tio småorter.

### Tätorter
- Klutmark
- Medle
- Myckle
- Skellefteå (del av)
- Södra Bergsbyn och Stackgrönnan
- Örviken (del av)

### Småorter
- Boviken
- Boviksön
- Gummark
- Gärdsmark
- Kläppen
- Långviken
- Norra Innervik
- Nyhamn
- Viken
- Varuträsk

## Tidigare administrativ tillhörighet
Distriktet inrättades 2016 och utgörs av en del av området som Skellefteå stad omfattade till 1971, en del som före 1967 utgjorde en del av Skellefteå socken.
Området motsvarar den omfattning Skellefteå landsförsamling hade 1999/2000 och fick 1962 efter utbrytning av Bolidens församling.